# Morti nel 1987/Settembre
| Questa pagina contiene informazioni ricavate automaticamente dalle voci biografiche con l'ausilio del template Bio e di un bot. L'aggiornamento è periodico e automatico e ricostruisce completamente la pagina. Se manca una persona in questa lista, sei pregato di non aggiungerla, ma accertati piuttosto che la sua voce biografica contenga il template Bio e che i dati anagrafici siano correttamente compilati. Se il template Bio manca, inseriscilo tu stesso o, in alternativa, metti l'avviso {{tmp\|Bio}} che ne segnala la mancanza. Se i dati riportati sono sbagliati, correggi direttamente la voce biografica; le modifiche saranno visibili in questa lista entro pochi giorni. Per chiarimenti vedi il progetto biografie. La lista contiene solo le 91 persone che sono citate nell'enciclopedia e per le quali è stato implementato correttamente il template Bio. Pagina aggiornata al 3 mar 2024. |

- 1º settembre - Emilio Angeletti, calciatore italiano (n. 1915)
- 1º settembre - Gerhard Fieseler, aviatore e imprenditore tedesco (n. 1896)
- 1º settembre - Konrad Heubeck, militare tedesco (n. 1918)
- 1º settembre - Arnaldo Momigliano, storico italiano (n. 1908)
- 1º settembre - Ibrahim Sultan Ali, politico, imprenditore e attivista eritreo (n. 1909)
- 2 settembre - Leon Blevins, cestista e allenatore di pallacanestro statunitense (n. 1926)
- 2 settembre - Marcello Carapezza, chimico, geologo e vulcanologo italiano (n. 1928)
- 2 settembre - Alfredo Oscar Saint-Jean, generale e politico argentino (n. 1926)
- 3 settembre - Birger Fredrik Motzfeldt, generale norvegese (n. 1898)
- 3 settembre - Morton Feldman, compositore statunitense (n. 1926)
- 3 settembre - Viktor Platonovič Nekrasov, scrittore russo (n. 1911)
- 4 settembre - Giovanni Mari, imprenditore e dirigente sportivo italiano (n. 1920)
- 4 settembre - Richard Marquand, regista britannico (n. 1937)
- 5 settembre - Scott Irwin, wrestler statunitense (n. 1952)
- 5 settembre - Aleksandr Pavlovič Kibal'nikov, scultore russo (n. 1912)
- 5 settembre - Quinn Martin, produttore televisivo e sceneggiatore statunitense (n. 1922)
- 5 settembre - Karl Politz, calciatore tedesco (n. 1903)
- 5 settembre - Renato Ruocco, compositore italiano (n. 1921)
- 8 settembre - Konrad Georg, attore tedesco (n. 1914)
- 8 settembre - Gordon Gollob, aviatore tedesco (n. 1912)
- 8 settembre - Roberto Tremelloni, politico e giornalista italiano (n. 1900)
- 8 settembre - Julián Vergara, calciatore spagnolo (n. 1913)
- 9 settembre - Vratislav Mazák, biologo ceco (n. 1937)
- 9 settembre - Galliano Sbarra, attore italiano (n. 1915)
- 9 settembre - Vera Schmiterlöw, attrice svedese (n. 1904)
- 9 settembre - Achille Valdata, pubblicista e critico cinematografico italiano (n. 1907)
- 9 settembre - Fritz Wagner, calciatore svizzero (n. 1913)
- 10 settembre - Guglielmo Riavis, architetto e pittore italiano (n. 1917)
- 11 settembre - Lorne Greene, attore, cantante e conduttore radiofonico canadese (n. 1915)
- 11 settembre - Park Il-kap, calciatore sudcoreano (n. 1926)
- 11 settembre - Peter Tosh, cantante e musicista giamaicano (n. 1944)
- 11 settembre - Mahadevi Varma, poetessa, saggista e scrittrice indiana (n. 1907)
- 12 settembre - Joseph Collins, generale statunitense (n. 1896)
- 12 settembre - John Qualen, attore canadese (n. 1899)
- 13 settembre - Mervyn LeRoy, regista, produttore cinematografico e attore statunitense (n. 1900)
- 13 settembre - Enrico Mattei, giornalista italiano (n. 1902)
- 14 settembre - Miangul Jahan Zeb, principe pakistano (n. 1908)
- 15 settembre - Wilhelm Berlin, generale tedesco (n. 1889)
- 15 settembre - Leon Hirszman, regista, sceneggiatore e produttore cinematografico brasiliano (n. 1937)
- 16 settembre - Nils Björklöf, canoista finlandese (n. 1921)
- 16 settembre - Eduardo Manzanos Brochero, sceneggiatore e produttore cinematografico spagnolo (n. 1919)
- 16 settembre - Giovanni Rossetti, calciatore italiano (n. 1919)
- 16 settembre - Christopher Soames, politico e diplomatico britannico (n. 1920)
- 17 settembre - Vladimir Pavlovič Basov, regista, attore e sceneggiatore sovietico (n. 1923)
- 17 settembre - Silvio Cirielli, politico italiano (n. 1925)
- 17 settembre - Ernest Morris, regista inglese (n. 1913)
- 17 settembre - Dieter Schidor, attore tedesco (n. 1948)
- 18 settembre - Piero Capello, giornalista italiano (n. 1928)
- 18 settembre - Américo Tomás, ammiraglio e politico portoghese (n. 1894)
- 19 settembre - Betty Burbridge, sceneggiatrice e attrice statunitense (n. 1895)
- 19 settembre - Einar Gerhardsen, politico norvegese (n. 1897)
- 19 settembre - Ken Uston, scrittore statunitense (n. 1935)
- 20 settembre - Greville Howard, nobile e politico britannico (n. 1909)
- 20 settembre - Alfred Georges Regner, pittore e incisore francese (n. 1902)
- 20 settembre - Michael Stewart, commediografo e librettista statunitense (n. 1924)
- 20 settembre - Péter Török, calciatore ungherese (n. 1951)
- 21 settembre - John Chandos, attore britannico (n. 1919)
- 21 settembre - Emilio De Feo, politico italiano (n. 1920)
- 21 settembre - Corrado De Vita, giornalista e scrittore italiano (n. 1905)
- 21 settembre - Peter Kippax, calciatore inglese (n. 1922)
- 21 settembre - Jaco Pastorius, bassista, compositore e produttore discografico statunitense (n. 1951)
- 22 settembre - Adolfo Alessandrini, diplomatico e giornalista italiano (n. 1902)
- 22 settembre - Fritz Eiberle, calciatore tedesco (n. 1904)
- 22 settembre - Henry Herbert, VI conte di Carnarvon, nobile inglese (n. 1898)
- 22 settembre - Carman Maxwell, animatore e doppiatore statunitense (n. 1902)
- 23 settembre - Domenico Baranelli, pittore italiano (n. 1895)
- 23 settembre - Bob Fosse, coreografo, ballerino e regista statunitense (n. 1927)
- 23 settembre - Louis Kentner, pianista e compositore ungherese (n. 1905)
- 23 settembre - Erland Van Lidth, wrestler, attore e cantante olandese (n. 1953)
- 24 settembre - Salvatore Campus, politico italiano (n. 1931)
- 24 settembre - Luigi Macchi, ciclista su strada e ciclocrossista italiano (n. 1912)
- 24 settembre - Sergio Pastore, regista, sceneggiatore e giornalista italiano (n. 1932)
- 25 settembre - Mary Astor, attrice statunitense (n. 1906)
- 25 settembre - Victoria Kent, avvocata e politica spagnola (n. 1891)
- 25 settembre - Abba Kovner, poeta, scrittore e partigiano israeliano (n. 1918)
- 25 settembre - Emlyn Williams, attore teatrale e drammaturgo inglese (n. 1905)
- 26 settembre - Antonio Carpino, avvocato e politico italiano (n. 1928)
- 26 settembre - Ethel Catherwood, altista canadese (n. 1908)
- 26 settembre - Co Prins, calciatore e allenatore di calcio olandese (n. 1938)
- 26 settembre - Jacques Vidal, storico delle religioni e presbitero francese (n. 1925)
- 27 settembre - John Niemeyer Findlay, filosofo sudafricano (n. 1903)
- 28 settembre - Roman Brandstaetter, scrittore polacco (n. 1906)
- 29 settembre - Henry Ford II, imprenditore statunitense (n. 1917)
- 29 settembre - Piero Malvezzi, scrittore, partigiano e attivista italiano (n. 1916)
- 29 settembre - Gino Palumbo, giornalista italiano (n. 1921)
- 29 settembre - Mario Prestifilippo, mafioso italiano (n. 1958)
- 29 settembre - Edmund Twórz, calciatore polacco (n. 1914)
- 30 settembre - Alfred Bester, autore di fantascienza statunitense (n. 1913)
- 30 settembre - Nino Carloni, avvocato e pianista italiano (n. 1910)
- 30 settembre - Francesco Carnevali, artista e scrittore italiano (n. 1892)
- 30 settembre - Elisa Salvadori, religiosa italiana (n. 1900)